# Chorodna adumbrata
Chorodna adumbrata là một loài bướm đêm trong họ Geometridae.